# Dingiri Banda Wijetunga
Dingiri Banda Wijetunga (1916-2008) funcionario público y político, fue primer ministro de Sri Lanka entre el 2 de enero de 1989 y el 1 de mayo de 1993. Con el asesinato del presidente Ranasinghe Premadasa, él fue elegido por el parlamento como presidente de Sri Lanka, y gobernó desde el  1 de mayo de 1993 hasta el 12 de noviembre de 1994. Él fue el primer presidente de Sri Lanka elegido por el parlamento del país.